# Archeologisch Site-Museum
Het Archeologisch Site-Museum is een museum in de tot de West-Vlaamse gemeente Kortemark behorende plaats Werken, gelegen aan Vladslostraat 9.
Het museum werd opgericht in 1994 en toont de resultaten van de opgravingen die in Werken en omgeving werden verricht. De voorwerpen bestrijken het tijdvak van de bronstijd tot de middeleeuwen.
Tot de uitgestalde voorwerpen behoren een muntschat, welke in 1889 werd opgegraven en vermoedelijk toebehoorde aan een Romeins soldaat. Verder wordt een overzicht gegeven van de resultaten van de opgravingen aan de Hogen Andjoen, die de vroege middeleeuwen bestrijken. Van de grafheuvels (1750-1100 v.Chr.) uit de bronstijd worden luchtfoto's en voorwerpen getoond. Ten slotte wordt informatie gegeven en worden voorwerpen getoond van de Abdij Hemelsdale, welke in Werken heeft bestaan van de 13e tot in de 16e eeuw.